# Tisserin de Speke
Pour les articles homonymes, voir Speke (homonymie).
Ploceus spekei
Espèce
Statut de conservation UICN

 LC  : Préoccupation mineure
Le Tisserin de Speke (Ploceus spekei) est une espèce de passereau appartenant à la famille des Ploceidae.

## Répartition
On le trouve en Éthiopie, en Somalie, au Kenya et en Tanzanie